# 민석홍
민석홍(閔錫泓, 1925년 8월 11일~2001년 7월 22일)은 대한민국의 역사가로 호는 학현(學峴)이다. 대한민국 서양사 연구 2세대에 속하는 학자이다.

## 생애
1925년 경성부에서 태어났다. 경기공립중학교를 졸업한 후 일본 본토로 건너가 나고야 제8고등학교를 거쳐 교토 대학 사학과에서 유학했다. 해방 후 다시 한국으로 돌아와 1948년 서울대학교 문리대학 사학과를 졸업했으며 서울대학교 대학원에 입학했다.
1950년 6.25 전쟁이 발발하자 미군에서 홍순문, 추연근, 한우근, 홍이섭 등과 함께 전사관(戰史官)으로 복무했으며 1952년에 역사학회에 발기위원으로 창립에 관여했다. 휴전 후인 1953년에 연세대학교, 1954년에는 서울대학교에서 대우강사를 맡으며 두 학교에서 교편을 잡았다. 1958년에는 한국서양사학회 발기위원으로 창립에 관여했다. 1961년에 연세대학교 교수직에서 물러나 서울대학교 서양사 전임교수로 취임했다.
서울대 전임교수로 재직 중인 1975년에는「막시밀리앵 로베스피에르의 정치사상 연구」로 박사 학위를 취득했다. 이후 1990년까지 서울대학교 교편을 잡았으며 박지향, 이혜령, 최갑수 등의 서양사가들을 양성했다. 또한 1968년부터 1975년까지 서울대학교 교양과정부 부장으로 재직하면서 학교 행정에 참여하여 당시 박정희 정권의 개발독재에 암묵적으로 동조하였다는 비판을 받았다.
민석홍은 프랑스, 영국, 독일, 미국 역사 연구에 업적을 남겼으며 사회학이나 정치경제학 등의 타 분야의 학문을 한국 역사학 학계에 도입한 선구자 역할을 했다.
저서로 《서양근대사연구》(1975), 《서양사 개론》(1993) 등이 있다.